# Николаус II (Верле)
Николаус II фон Верле (на немски: Nikolaus II von Werle, * пр. 1275, † 18 февруари 1316 в Пустов близо до Клуес в днешен Гюстров) е от 1283 до 1316 г. господар на Верле-Пархим и от 1292 г. господар на Верле.
Той е син на Йохан I фон Верле-Пархим (1245 – 1283) и съпругата му София фон Линдау-Рупин, дъщеря на граф Гунтер фон Линдов-Рупин.
През 1291 г. чичо му Хайнрих I фон Верле-Гюстров е убит при лов от синовете му Николаус и Хайнрих II, понеже се смятат заплашени за наследството си поради повторната женитба на баща им. След дълга война Николаус II сваля от властта синовете, които са в съюз с Хайнрих II фон Мекленбург и Албрехт III фон Бранденбург. Така той обединява ок. 1292 г. линиите Верле-Пархим и Верле-Гюстров. След смъртта му княжеството се зразцепва отново на две линии. Син му Йохан III получава княжеството Верле-Голдберг, а брат му Йохан II княжеството Верле-Гюстров.
Николаус II се жени за пръв път през 1292 г. за Рихса от Дания († пр. 27 октомври 1308), дъщеря на датския крал Ерик V († 1286). След 1308 г. той се жени втори път за Матилда фон Брауншвайг-Люнебург († 1316), дъщеря на Ото II, княз на Люнебург. Той е болен от лепра, отказва се и живее в Пустов.

## Деца
От първия му брак с Рихса от Дания:
- Йохан III фон Верле-Голдберг (пр. 1300 – 1352), господар на Верле
- София фон Верле († 6 декември 1339), ∞ за Герхард Герхард III Велики фон Холщайн

От втория си брак Николаус II няма деца.